# 厭離穢土
厭離穢土 （えんりえど、おんりえど）とは、浄土教の用語。源信の仏教書『往生要集』冒頭の章名に由来する。「欣求浄土」と対句で、厭離穢土欣求浄土として使われることが多い。

## 概要
語源は、寛和元年（985年）に出された源信の仏教書『往生要集』冒頭の章名に由来する。源信は、『往生要集』大文第一を厭離穢土、第二を欣求浄土とし、この思想を浄土信仰の基本とした。
江戸期までは「えんり - 」と読まれていたが、大正期～昭和初期から辞書（『大字典』など）によっては「おんり - 」を採用するようになった。「おんり - 」を誤りとする説もある。
「厭離穢土 欣求浄土」の意味は、「現実の世の中は、穢れた世界であるからこの世界を厭い離れ、次生において清浄な仏の国土に生まれることを願い求めること」とされる。阿弥陀如来の極楽世界は清浄な国土であるから、そこへの往生を切望するという思いが込められている。

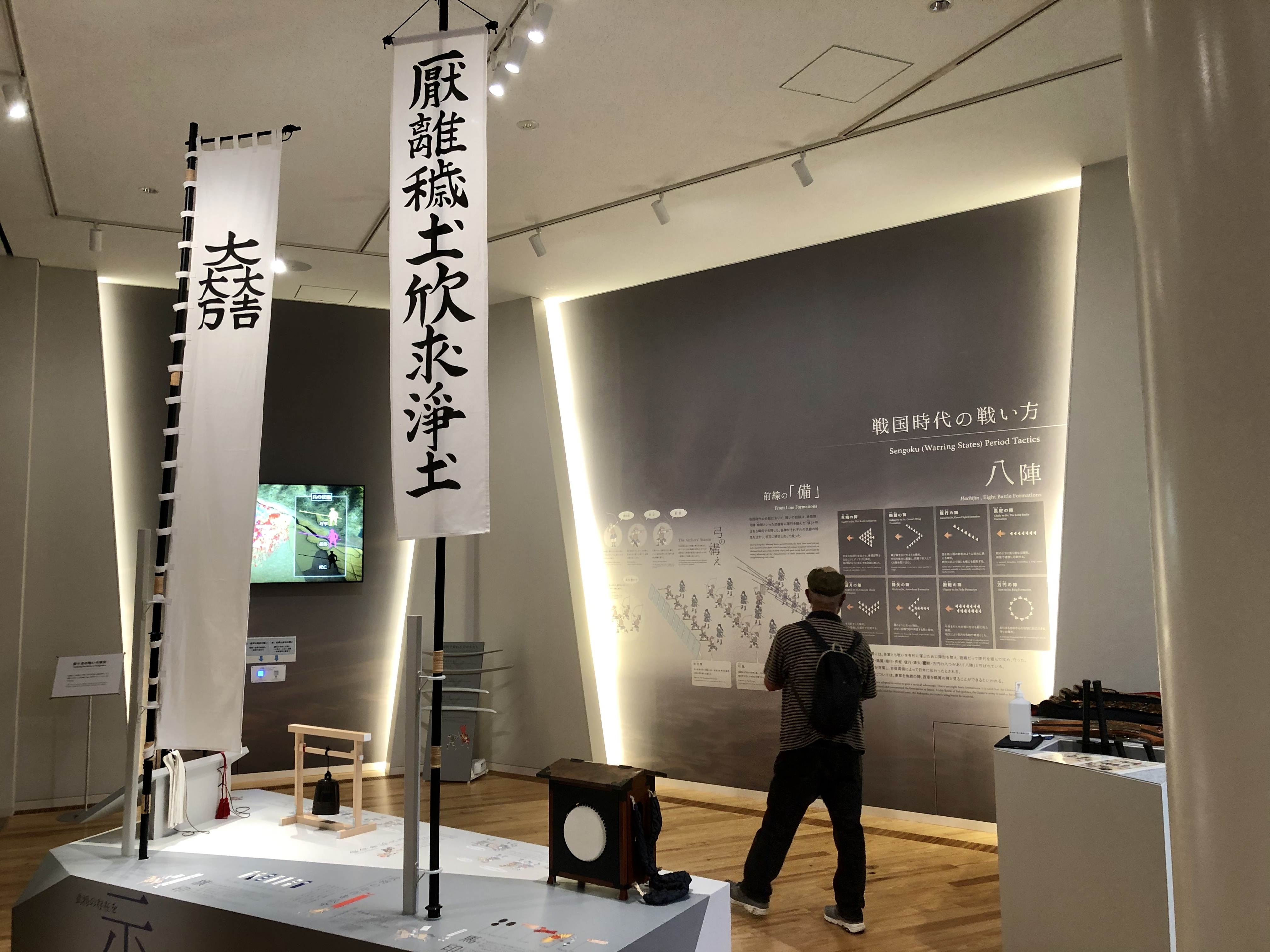
岐阜関ケ原古戦場記念館に展示されている「厭離穢土欣求浄土」の旗。
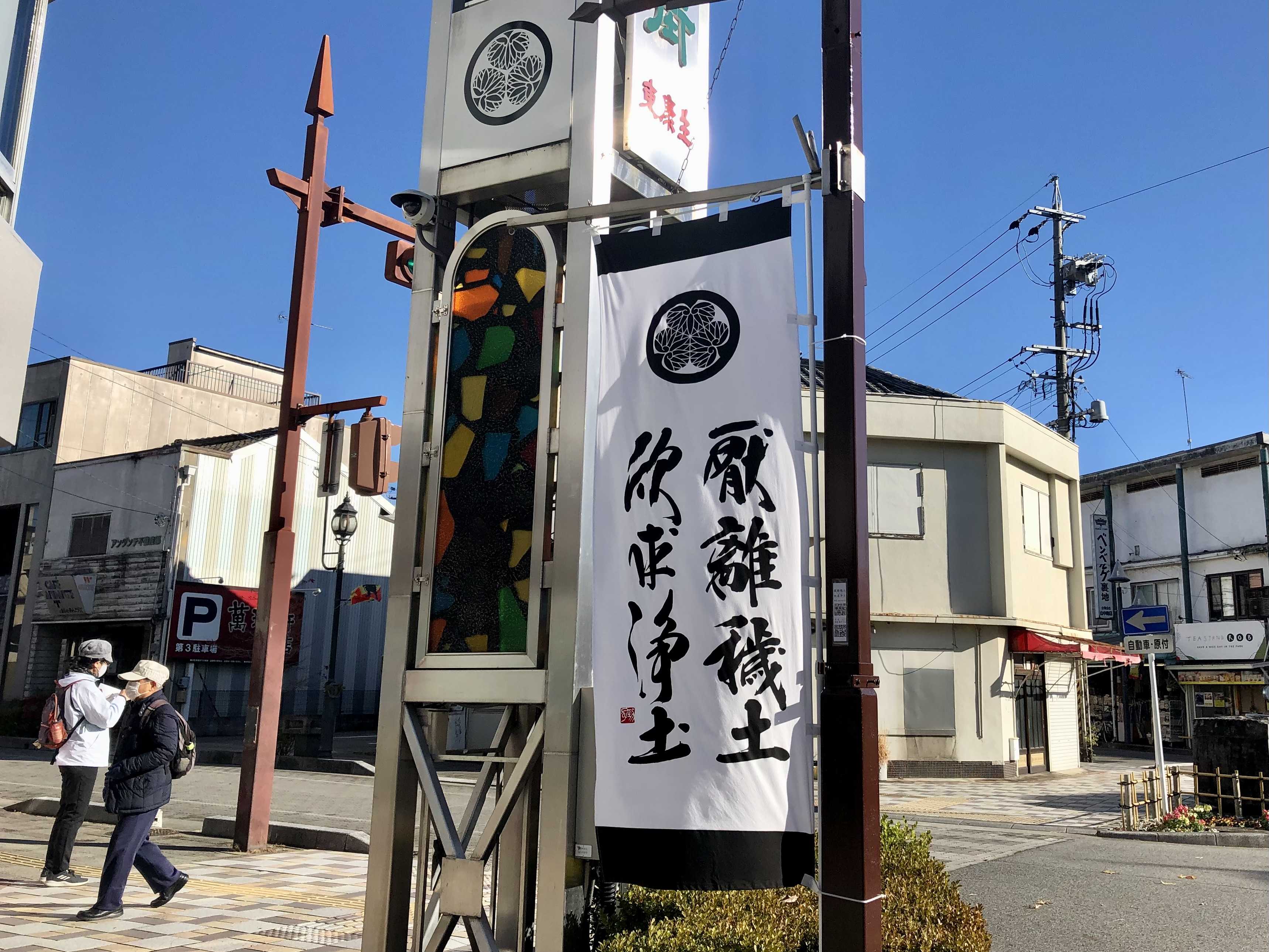
岡崎市康生通東の商店街。「厭離穢土欣求浄土」の旗。
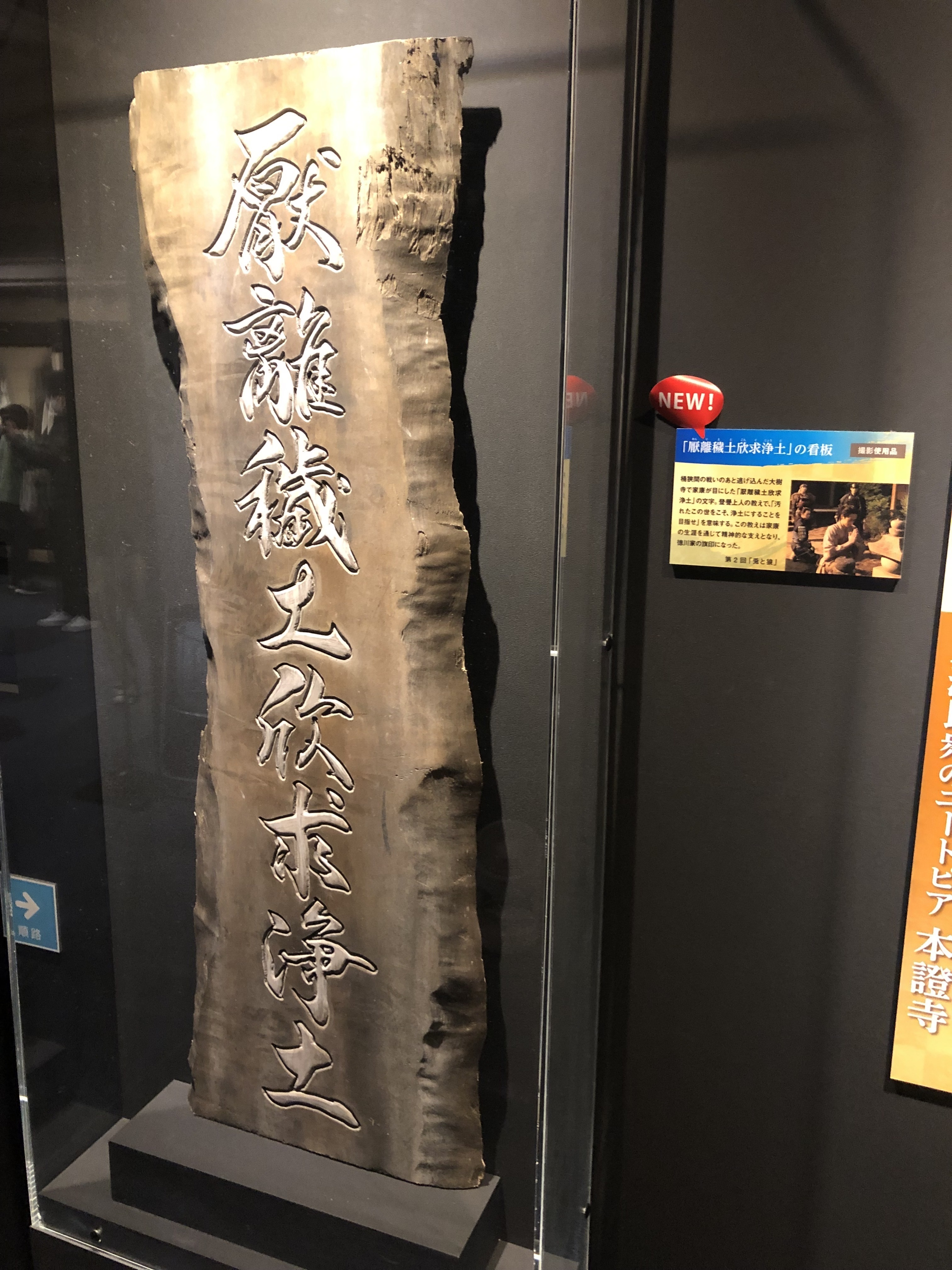
NHK大河ドラマ『どうする家康』で使用された「厭離穢土欣求浄土」の看板。

## 厭離穢土欣求浄土と徳川家康
徳川家康は戦国時代、様々なものを馬印に用いた。その中の一つに「厭離穢土欣求浄土」の纏（まとい）があった。寛文年間（1661年〜1673年）に編まれた『難波戦記』にはこう記されている。
永禄3年（1560年）5月19日昼頃、今川義元は桶狭間の戦いで戦死。織田方の武将の水野信元は、甥の松平元康（徳川家康）のもとへ、浅井道忠を使者として遣わした。同日夕方、道忠は、元康が守っていた大高城に到着し、今川義元戦死の報を伝えた。織田勢が来襲する前に退却するようとの勧めに対し、元康はいったん物見を出して桶狭間敗戦を確認した。同日夜半に退城。岡崎城内には今川の残兵がいたため、これを避けて翌20日、菩提寺の大樹寺に入った。ここまでは、各文献に記されているものであるが、「厭離穢土欣求浄土」の纏が家康の馬印となった由来については、主に以下の2説がある。
(1) 大樹寺での登誉の説諭を由来とする説
大樹寺で代々言い伝えられているもの。言い伝えによれば、元康は敵の追撃をかわしながら、大樹寺に到着した。前途を悲観した元康は、大樹寺の松平家の墓前で自害を試みるが、その時13代住職の登誉天室が名将ほど命を重んずるものだと諫め、「厭離穢土欣求浄土」の教えを諭し、切腹を思いとどまらせたと言われる。大樹寺は大正期〜昭和初期に発行した絵葉書にこの挿話を紹介している。
(2) 一向一揆との戦いの際に登誉が授けたとする説
江戸時代の故事や旧例を紹介した『柳営秘鑑』によるもの。同書によれば、家康が三河国を手中に収めた永禄5年（1562年）から同7年（1564年）にかけて、一向一揆が苛烈を極めた際に大樹寺の住職だった登誉は家康に味方し、家康から御旗を賜ると自筆で「厭離穢土欣求浄土」と記して、門徒たちはその御旗を先頭に一向衆に攻め入り勝利を得たとされる。御旗の「厭離穢土欣求浄土」は「生を軽んじ、死を幸いにする」という身構えを示したもので、これは一向一揆側が自分たちの鎧に「進是極楽退是無間地獄（前進すれば極楽、退却すれば無間地獄）」と記したことを聞いて、住職がこの文言を書いて死を奨め、それ以来この旗は吉例とされ、御当家の御宝蔵にある、とされている。
なお、山岡荘八の小説『徳川家康』は「この寺を建立した親忠もまた、つねにこの文字（注・厭離穢土欣求浄土）を陣頭にかざしてゆくのがつねであったという」と記述しており、どちらの説にも与していない。
小説が完結する5年ほど前、山岡は『週刊現代』1962年10月14日号から1963年8月1日号にかけて、『随想徳川家康』と題するエッセイを連載した。その中で（1）の説を詳細に語った。そして山岡の小説を原作とする1983年放映のNHK大河ドラマ『徳川家康』がこの説を採用したことから、厭離穢土欣求浄土は「自害を試みようとした家康に向かって登誉上人が発した言葉」として信じられるようになった。